# Látky
Látky es un municipio del distrito de Detva en la región de Banská Bystrica, Eslovaquia, con una población estimada a final del año 2024 de 537 habitantes.
Se encuentra ubicado en el centro de la región, sobre los montes Centrales Eslovacos (Cárpatos occidentales) y a poca distancia al sur del río Hron —un afluente izquierdo del Danubio—.

## Demografía
| Año        | 1994 | 2004     | 2014    | 2024    |
| ---------- | ---- | -------- | ------- | ------- |
| Población  | 732  | 582      | 569     | 537     |
| Diferencia |      | −20,49 % | −2,23 % | −5,62 % |

| Año        | 2023 | 2024    |
| ---------- | ---- | ------- |
| Población  | 543  | 537     |
| Diferencia |      | −1,10 % |